# Françoise Burdet
Françoise Burdet (Coira, 12 de agosto de 1967) es una deportista suiza que compitió en bobsleigh en la modalidad doble.
Ganó dos medallas en el Campeonato Mundial de Bobsleigh, oro en 2001 y bronce en 2000, y una medalla de bronce en el Campeonato Europeo de Bobsleigh de 2004. Participó en los Juegos Olímpicos de Salt Lake City 2002, ocupando el cuarto lugar en la prueba doble.

## Palmarés internacional
| Campeonato Mundial | Campeonato Mundial    | Campeonato Mundial | Campeonato Mundial |
| Año                | Lugar                 | Medalla            | Prueba             |
| ------------------ | --------------------- | ------------------ | ------------------ |
| 2000               | Winterberg (Alemania) | Medalla de bronce  | Doble              |
| 2001               | Calgary (Canadá)      | Medalla de oro     | Doble              |
| Campeonato Europeo |                       |                    |                    |
| Año                | Lugar                 | Medalla            | Prueba             |
| 2004               | Sankt Moritz (Suiza)  | Medalla de bronce  | Doble              |